# Mursa judicatalis
Mursa judicatalis là một loài bướm đêm trong họ Noctuidae.